# NGC 7164/2
NGC 7164/2 је спирална галаксија у сазвежђу Водолија која се налази на NGC листи објеката дубоког неба.
Деклинација објекта је + 1° 21' 46" а ректасцензија 21h 56m 24,5s. Привидна величина (магнитуда) објекта NGC 7164 износи 15,2 а фотографска магнитуда 16,0. NGC 71642 је још познат и под ознакама CGCG 377-6, PGC 67673.